# Тимофеев-Еропкин, Борис Николаевич
Бори́с Никола́евич Тимофе́ев-Еропки́н (литературная подпись — Борис Тимофеев; 10 [22] июля 1899, Москва, Российская империя — 6 октября 1963, Ленинград, СССР) — советский писатель, автор слов популярных романсов.

## Биография
Борис Тимофеев-Еропкин родился в Москве в семье инженера Николая Тимофеева и Софии Фёдоровны, которая происходила из семьи декабриста Лунина. Отец его был начальником подвижного состава петербургской городской конной железной дороги.
Окончил гимназию. В периодической печати дебютировал со стихами в 1919 году. В конце того же года был принят в члены Всероссийского союза поэтов.
В 1920 году работал под руководством Маяковского в «Окнах РОСТА». В 1921 году в Петрограде выпустил первую книгу стихов «Календы».
С 1924 года по окончании Ленинградского университета работает адвокатом, совмещая эту работу с творческой деятельностью.
Является автором слов популярных романсов («Вернись, я всё прощу», «За окном черёмуха колышется» и др.). Также занимался поэтическими переводами с грузинского и других языков.
Во время Великой Отечественной войны Борис Тимофеев — один из организаторов блокадного коллектива художников «Боевой карандаш». В «Крокодиле» печатался с 1944 года.
Писатель упоминается в мемуарах Анатолия Королькевича о блокадном Ленинграде:

Громадный кабинет бывшего дворца какого-то бывшего великого князя, а ныне секретаря Куйбышевского райкома партии Николая Васильевича Лизунова. Н. Я. Янет читает пьесу. Ему аккомпанируют свист и разрывы снарядов. Напряжённые лица слушателей, освещённые лучами коптилки, как бы перекликаются с нарисованными на стенах панно в стиле мастеров эпохи Возрождения.
Все сидят в шубах, и только писатель-сатирик Борис Тимофеев лежит на диване, — он болен острой дистрофией. Лицо перевязано бинтом, его мучают фурункулы, и всё же, превозмогая боль, он острит…

Борис Тимофеев издал более 15 книг. В «Боевом карандаше» проработал до конца своих дней.
Похоронен на Большеохтинском кладбище.

## Книги
- Календы (1921)
- Сатирические стихи (1956)
- Басни (1958)
- Правильно ли мы говорим? (1960)
- Сокращение строптивой (1962)

## Романсы
- «Караван» (муз. Бориса Прозоровского)
- «Младость» (муз. Бориса Прозоровского)
- «Мне бесконечно жаль» (муз. Александра Цфасмана)
- «Неудачное свидание» (муз. Александра Цфасмана)[5]
- «Мы оба лжём» (муз. Бориса Прозоровского)
- «Огни заката» (муз. Бориса Прозоровского)
- «Совсем чужие» (муз. Бориса Прозоровского)
- «Эй, друг-гитара!» (муз. Бориса Фомина)
- «Я ненавижу вас!» (муз. Поля Марселя)
- «Я старше вас» (муз. Бориса Фомина)